# Casa de Karl Marx

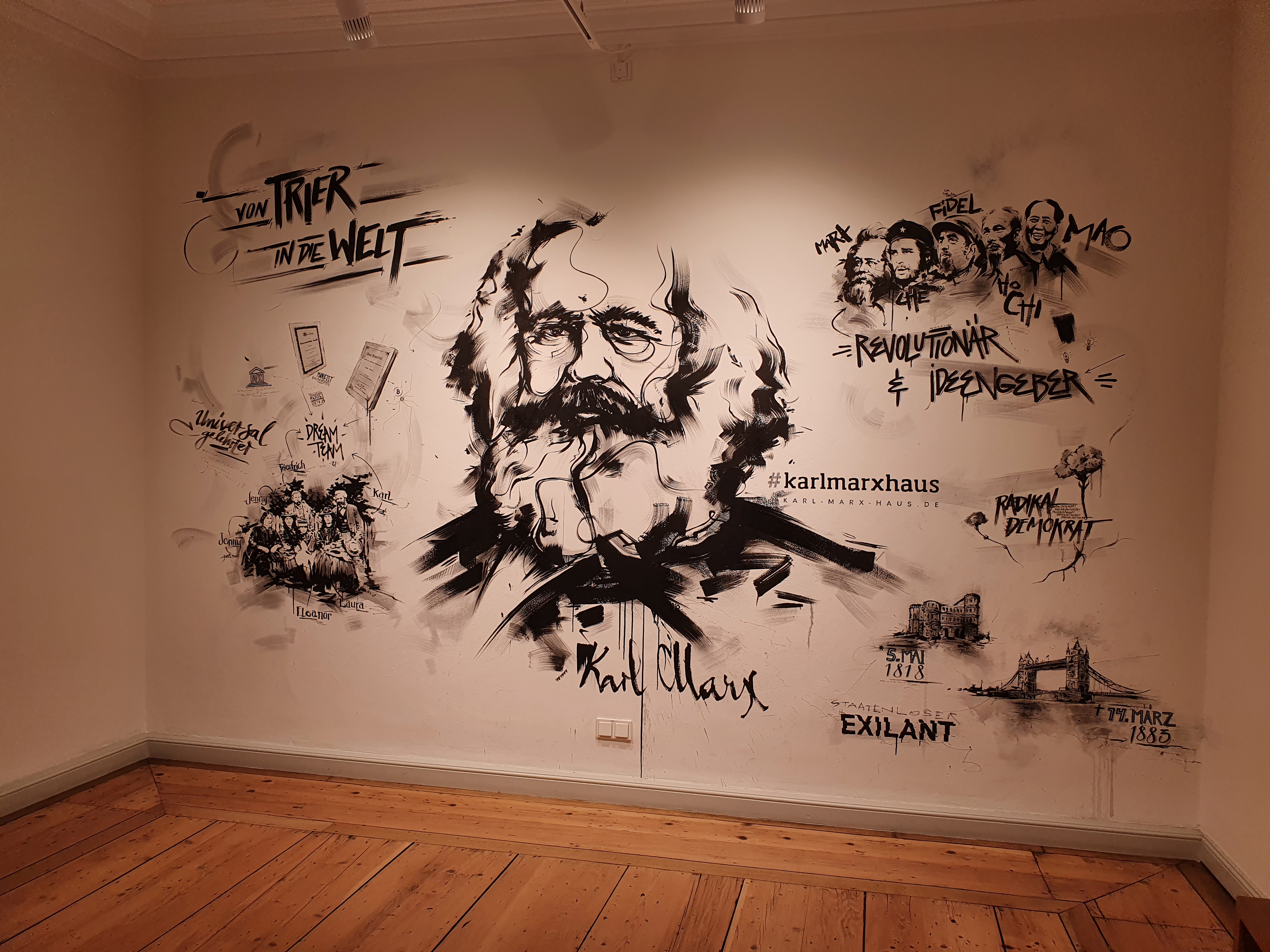
Grafiti en la Casa de Karl Marx

La Casa de Karl Marx (en alemán: Karl-Marx-Haus) es una casa museo situada en Tréveris (Renania-Palatinado, Alemania). En ella nació en 1818 Karl Marx, el padre del comunismo y del socialismo moderno. En la actualidad, es un museo dedicado a la vida y obra de Marx y a la historia del comunismo.

## Historia de la casa

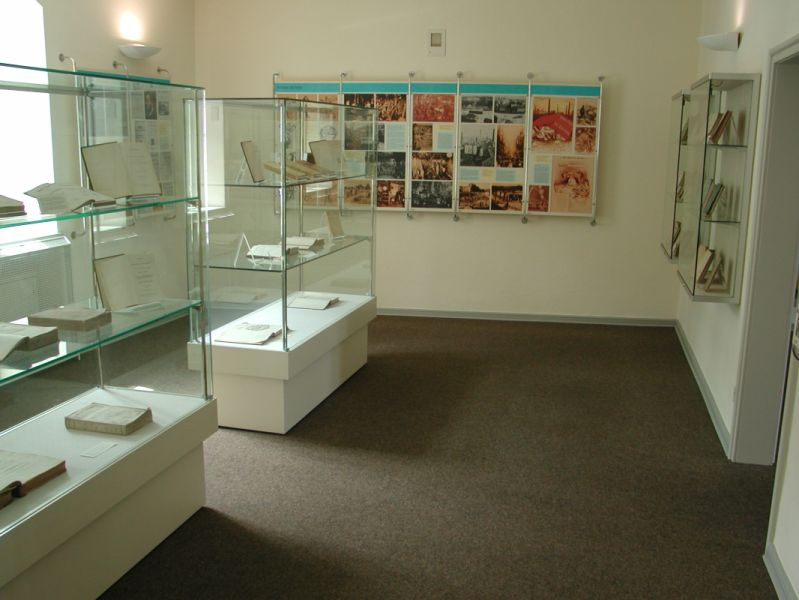
primer piso de la casa de Karl Marx en Alemania. Fotografía de Stefan Kühn el 2003-08-16.

La casa fue construida en 1727 como un edificio residencial barroco de dos plantas. Karl Marx nació allí el 5 de mayo de 1818. En octubre de 1819, la familia Marx se trasladó a un edificio más pequeña cerca de la Porta Nigra. La casa permaneció inadvertida hasta 1904, cuando el Partido Socialdemócrata de Alemania (SPD) trató de adquirirla, cosa que consiguió en 1928. Tras el ascenso al poder del Partido Nazi en 1933, el inmueble fue confiscado y reconvertido en una imprenta.
El 5 de mayo de 1947, la casa abrió sus puertas como un museo consagrado a la vida y obra de Karl Marx. En 1968 fue integrada a la Fundación Friedrich Ebert, estrechamente ligada al SPD. El 14 de marzo de 1983, con ocasión del centenario de la muerte de Marx, el museo volvió a abrir tras un año de obras de renovación que lo ampliaron a tres pisos.

## Exposición
Con motivo del bicentenario del nacimiento de Karl Marx, el 5 de mayo de 2018, la casa fue reinaugurada con un nuevo concepto de exposición titulado "De Tréveris al mundo. Karl Marx, sus ideas y su impacto hasta hoy". La exposición consta de tres grandes unidades y se presenta una unidad más sobre la historia de la propia casa. La primera área se ocupa de la biografía de Karl Marx, abordando su origen en Tréveris y su vida en el exilio. La segunda está dedicada a su obra, donde Marx aparece como filósofo, como periodista, como sociólogo y como economista, y la tercera muestra el impacto global de Marx hasta nuestros días.
Se expone el sillón de lectura de Marx; pero el museo no muestra documentos originales sino solo copias. La Casa de Karl Marx recibe a unos 50.000 visitantes al año, de los que un tercio son turistas chinos.